# Alex Jennings
 Alex Michael Jennings (Romford, Essex, Reino Unido, 10 de mayo de 1957) es un actor británico, conocido por haber interpretado al príncipe Carlos de Gales en la película The Queen, al duque de Windsor (antiguo rey Eduardo VIII) en la serie The Crown y al rey Leopoldo de Bélgica en la miniserie  Victoria.

## Biografía
Los padres de Jennings fueron Peggy Patricia Mahoney y Michael Thomas Jennings. Asistió a Abbs Cross Technical High School en Hornchurch y luego estudió inglés y teatro en la Universidad de Warwick, donde se graduó en 1978. Estando en la escuela secundaria, asistió en el Old Vic Theatre a su primera obra de teatro, lo que le inspiró para ser actor.
Se formó inicialmente como intérprete de teatro en la Bristol Old Vic Theatre School.